# デロイトトーマツコンサルティング
デロイト トーマツ コンサルティング合同会社（Deloitte Tohmatsu Consulting LLC, 略称：DTC）は、東京都千代田区丸の内に本拠を置く、デロイト トウシュ トーマツ（デロイト）グループのコンサルティング企業。世界最大規模の会計事務所であるデロイトの主要メンバー企業であり、世界150か国、25万人以上の専門家が連携し、経営戦略、M&AやITアドバイサリーなど多岐にわたる専門サービスを提供する世界最大級のグローバル経営コンサルタントの一つ。
日本ではデロイト トーマツ グループがデロイトのメンバー企業として活動しており、グループの中でコンサルティングサービスを担当しているのがDTCである。すなわち、DTCは、デロイトの日本におけるコンサルティング部門という位置付けにある。

## 沿革
- 1981年（昭和56年）：等松・トウシュロス コンサルティング設立。
- 1993年（平成5年）：経営コンサルタント部門とIT部門に分離し、経営コンサルタント部隊が独立してトーマツ コンサルティングを設立。
- 1997年（平成9年）：IT部門がデロイト トーマツ コンサルティング（旧DTC）に社名を変更。この時点でトーマツ コンサルティングと旧DTCの2組織が存在。
- 2003年（平成15年）：旧DTCが監査法人トーマツ（現有限責任監査法人トーマツ）との資本関係を解消、デロイト トウシュ トーマツより脱退。同時にアビームコンサルティングへ社名を変更。トーマツ コンサルティングのみが監査法人トーマツの傘下に残る。
- 2008年（平成20年）：トーマツ コンサルティング（東京）がデロイト トーマツ コンサルティング（現DTC）へ社名を変更。
- 2010年（平成22年）：トーマツコンサルティング（中京）・（関西）・（西日本）の各社と経営統合。
- 2015年（平成27年）：有限責任監査法人トーマツの100％子会社である株式会社から、監査法人と同列の事業体である合同会社へ転換し、社名をデロイト トーマツ コンサルティング株式会社からデロイト トーマツ コンサルティング合同会社に変更。

## 提供サービス
他の監査法人系コンサルティングファーム同様のサービスを提供している。旧会計系コンサルティングファームとも呼ばれているため会計系のプロジェクトが多いのではという誤解が存在する。しかし「旧会計系」とは単に出自を表しているに過ぎず、CFOサービス（会計系サービス)は下記サービスの中のひとつに過ぎない。
- 能力サービス：戦略、組織改革・組織再編、M&A、CFOサービス、オペレーション変革、技術顧問、人的資本
- 産業サービス：消費者ビジネス、金融、ライフサイエンス&ヘルスケア、製造、情報・メディア・通信、資源エネルギー、官業、不動産

## 主な出身者・在籍者
- 伊香賀正彦 - 元監査法人トーマツCSO、元デロイトトーマツコンサルティング代表取締役社長
- 大西俊介 - インフォシス日本代表、元NTTデータグローバルソリューションズ代表取締役社長
- 岡田武史 - 今治．夢スポーツ代表取締役、元デロイトトーマツコンサルティング特任上級顧問、元サッカー日本代表監督
- 佐瀬真人 - デロイトトーマツコンサルティング代表執行役社長
- 真鍋康正 - 高松琴平電気鉄道代表取締役社長
- 刀禰真之介 - 株式会社Miew代表取締役社長
- 田瀬和夫 - 国連フォーラム代表幹事、元国際連合人道問題調整事務所人間の安全保障上級顧問
- 久古健太郎 - 元プロ野球選手[1]
- 若林理紗 - フリーアナウンサー、元山陰中央テレビジョン放送所属
- 近藤教次 - GENERAL INTERNET, Inc.代表取締役CEO（監査法人出向者）

## 主な出版物
- 松下芳生（パートナー）、泊輝幸（パートナー）、佐瀬真人（パートナー）ほか『戦略のパラドックスへの解』翔泳社
- 藤井剛（パートナー）『CSV時代のイノベーション戦略』ファーストプレス
- 有友圭一（パートナー）ほか『金融機関の新・顧客データ戦略SVoC CRMを超えて』金融財政事情研究会
- 篠原学（パートナー）ほか『M&Aストラテジー』清文社
- 松江英夫（パートナー）『ポストM&A 成功戦略』ダイヤモンド社
- 金融インダストリーグループ『金融機関のオペレーショナル・リスク管理態勢』金融財政事情研究会
- マイケル・E・レイナー（Deloitte Consulting LLP）著、松下芳生（パートナー）、高橋淳一（シニアマネジャー）監修『戦略のパラドックス』翔泳社
- ダン・コーエン（Deloitte Consulting プリンシパル）著、桐野章（シニアマネジャー）訳『8段階モデルによる企業変革実践マニュアル』中央経済社
- 松下芳生（パートナー）ほか『改訂版 マーケティング戦略ハンドブック』PHP研究所
- キャメル・ヤマモト（ディレクター）『はまる人、はもる人、はめる人』朝日新聞社
- 有友圭一（パートナー）、有富ビクトル（シニアマネジャー）ほか『マネーロンダリング対策の実務』ファーストプレス
- 篠田昌典（パートナー）ほか『改訂版　お客さまの業務がわかる SEのための会計知識』日本能率協会マネジメントセンター
- 松下芳生（パートナー）、有友圭一（パートナー）ほか『金融機関のオペレーショナルリスク・マネジメント』ファーストプレス
- 松下芳生（パートナー）『ストラテジーハンドブック』PHP研究所
- 松江英夫（パートナー）『経営統合戦略マネジメント』日本能率協会マネジメントセンター
- 今泉順理（パートナー）ほか『M&Aファイナンシャルデューディリジェンスの実務』清文社
- 松下芳生（パートナー）、有友圭一（パートナー）ほか『金融機関のオペレーショナル リスク・マネジメント』ファーストプレス
- ILO、ミラン・クーバー編、水谷榮二監訳、トーマツ コンサルティング訳『経営コンサルティング』生産性出版
- 岡本努（パートナー）ほか『要員・人件費の戦略的マネジメント』労政時報

## グループ企業
- デロイト トーマツ アクト株式会社 (DTakt) - 2000年設立。2019年完全子会社化。DTCの各種コンサルティングと連携してシステム導入支援から保守・運用全般までを担う。
- デロイト トーマツ ノード合同会社 (D.Node) - 2021年設立。クラウド導入ビジネスを手掛ける。
- デロイト トーマツ リップルマーク合同会社 - 2022年設立。ERP導入やCRM導入などに掛かるシステム構築・運用支援を担う。

## 不祥事
- 当時コンサルティング契約を結んでいた大手流通企業のイオンの秘密情報を秘密保持条項に違反する形で同業会社のセブン&アイ・ホールディングスに会議資料として提供したことが、2022年2月に発売された『週刊ダイヤモンド』誌によって判明し、同年6月に謝罪した[2][3]。
- 江崎グリコの基幹システムの切り替えプロジェクトに主幹ベンダーとして参加したが、プロジェクトは1年遅延した上に2024年4月に大規模システム障害を引き起こし、乳製品や洋生菓子、果汁、清涼飲料など冷蔵食品（チルド食品）17ブランドが出荷停止に追い込まれた。江崎グリコの2024年1～6月期の連結決算は、純利益が前年同期比53％減の36億円となった[4]。